# خوانایی
خوانایی یا خوانش‌پذیری (به انگلیسی: Readability) نشان دهنده میزان سهولت خواندن و فهمیدن نوشته‌ها است. یک متن خوانا متنی است که خوانند آن بتواند به صورت روان آن را بخواند و به آسانی مفهوم آن را درک کند.

این مفهوم هم در زبان طبیعی و هم در زبان‌های برنامه‌نویسی هرچند به شکل‌های متفاوت، وجود دارد. در زبان طبیعی، خوانایی یک متن به محتوای آن (مانند پیچیدگی واژگان و نحو) و نحوه ارائه آن (مانند جنبه‌های تایپوگرافی که بر وضوح تأثیر می‌گذارند، مانند اندازه فونت، ارتفاع خطوط، فاصله بین کاراکترها و طول خطوط) بستگی دارد. در برنامه‌نویسی، عواملی مانند توضیحات برنامه‌نویس، انتخاب ساختار حلقه‌ها و نام‌گذاری متغیرها می‌توانند تعیین‌کننده میزان سهولت خواندن کدهای برنامه‌نویسی توسط انسان باشند.

سنجش خوانایی یکی از حوزه‌های پژوهشی مطالعات خواندن است که در پی یافتن احتمال موفقیت خواننده در خواندن و درک یک نوشته است و در این راستا، عوامل مؤثر در موفقیت خوانده شدن و فهمیده شدن متن را بررسی می‌کند.

## تاریخچه
در سال ۱۹۲۳ نخستین فرمول سنجش خوانایی مطرح شد و با استقبال ناشران در مدت کوتاهی پس از آن، بیش از ۲۰۰ فرمول با مؤلفه‌های مختلف پدید آمد. انتقاداتی نیز به این فرمول‌ها وارد شد و در نتیجهٔ سنتز این ایده‌ها، آزمون‌های کلوز، عوامل برون‌متنی، مفهوم بازدهی خواندن، چگالی متن، سطح‌بندی متن و فرمول‌های جدید خوانایی مطرح شدند. هم‌زمان، نهضت‌های زبان ساده، ساده‌نویسی و… نیز فعال شدند. نتایج این مطالعات به سرعت در زمینهٔ ارتباطات جمعی، منابع آموزشی، خدمات عمومی، اسناد حقوقی و… کاربردهای خود را یافتند. مطالعات کلاسیک این حوزه در دههٔ ۱۹۳۰ با هدف تطبیق سطح متن با مخاطبان دانشجو و بزرگسال انجام شد که به تحلیل‌های آماری ادبیات، ظهور فهرست‌های تکرار واژگان و تدوین فرمول‌های کلاسیک خوانایی انجامید.

## کاربردها
سنجش خوانایی در حوزه‌های مختلف، از جمله ارزشیابی کتاب‌های درسی، تحلیل ارتباطات جمعی و گروهی، روزنامه‌ها و خبرگزاری‌ها، داستان‌ها، اخبار رادیو و تلویزیون، آگهی‌های تجاری، گزارش‌های سالیانه شرکت‌ها، موافقت‌نامه‌ها و اسناد، بیمه نامه‌ها، سطح سواد و سطح درک و فهم فراگیران کاربرد دارد.

## سنجش
مفهوم درجه ایده‌آلی (I) یک متن (t) برای خواننده مورد نظر (r) به صورت رابطه زیر تعریف شده است:
{\displaystyle I_{t\to r}\cong {\dfrac {\sum U}{\sum E+\sum X}}}
در این رابطه U نمایانگر میزان اطلاعات قابل استفاده‌ای است که خواننده دریافت می‌کند، نماد E نشان دهنده انرژی صرف شده برای دریافت اطلاعات است که زمان و تلاش مصرف شده را نشان می‌دهد. نماد X نیز بیانگر برداشت‌های نادرست یا مبهم خواننده است. هر چه صورت این کسر بزرگتر و هرچه مخرج این کسر کوچکتر باشد، حاصل کسر بزرگتر شده و متن از درجه ایده‌آلی بالاتری برخوردار خواهد بود.
شاخص‌های سنجش خوانایی اولیه بر مبنای سنجه‌های واژگانی و بعضاً نحوی به دست می‌آیند. ویژگی‌های واژگانی در عمل بر میزان سختی واژه تمرکز دارند و بر سه عامل تعداد واج‌ها، تعداد حروف و فراوانی واژه در متن استوارند.
از جمله این فرمول‌ها و شاخص‌ها می‌توان به موارد زیر اشاره کرد:
- فرمول رادولف فلش
- شاخص خوانایی رابرت گانینگ
- فرمول دیل چال
- فرمول پاورز
- فرمول هولمکیست
- فرمول فلش کینکید

در تحقیقی که با عنوان «معیاری برای سطح خوانایی نوشته‌های فارسی» انجام شده است، فرمول فلش تعدیل شده و با عنوان فرمول فلش ـ دیانی برای فارسی ارائه شده است.